# Nikola Đurđić
Nikola Đurđić (Servisch: Никола Ђурђић) (Pirot, 1 april 1986) is een Servische profvoetballer die als spits fungeert. Đurđić debuteerde in 2013 in het Servisch voetbalelftal.

## Carrière
Đurđić streek in april 2009 neer bij Haugesund FK, waar hij met de club in de Adeccoligaen begon. In het seizoen 2010 speelde hij de club op het hoogste niveau, de Tippeligaen. Đurđić speelde 27 wedstrijden en maakte twaalf doelpunten. Diezelfde cijfers bereikte hij in het seizoen van 2011, waarin hij door zijn medespelers uit de Tippeligaen werd verkozen tot beste spits van de competitie. Haugesund verhuurde Đurđić in augustus 2012 vlak voor de transferdeadline voor een halfjaar aan Helsingborgs IF. De club was op dat moment in voorbereiding op een kwalificatiewedstrijd voor de UEFA Champions League tegen Celtic FC. In die wedstrijden – over twee wedstrijden met 4–0 verloren – speelde Đurđić volledig mee. Helsingborgs stroomde door naar de groepsfase van de UEFA Europa League, waarin hij viermaal trefzeker zou zijn; in het gelijkspel tegen FC Twente (2–2) maakte hij beide doelpunten voor zijn club. In de Zweedse competitie speelde Đurđić in 2012 elf wedstrijden van de eerste seizoenshelft; daarin maakte hij tien doelpunten, waarmee hij aan het einde van het gehele seizoen op de tiende plaats van de topscorerslijst eindigde. Zijn ratio doelpunten per wedstrijd was met 0,91 het hoogste van alle aanvallers in de Allsvenskan. Haugesund verkocht Đurđić in januari 2013 aan de Duitse club spVgg Greuther Fürth, waarmee hij vijf maanden later degradeerde uit de Bundesliga. Zowel in de seizoenen 2012/13 als 2013/14 kwam Đurđić tot vijftien optredens in de Bundesliga. In juli 2014 tekende hij een contract voor drie seizoenen bij FC Augsburg. In de Bundesliga 2014/15 speelde hij zestien wedstrijden mee en zat hij veertien maal op de reservebank. Met Augsburg verzekerde hij zich op de laatste speeldag van een plaats in de groepsfase van de Europa League 2015/16.
Hij verruilde Hammarby IF in januari 2020 voor Chengdu Better City. In 2021 ging hij naar Zhejiang Professional.

## Erelijst
| Kampioen 1. divisjon | 1x | 2009 |

Individueel
- Kniksenprijs (Aanvaller van het jaar) 2011